# Beilschmiedia taubertiana
Beilschmiedia taubertiana là loài thực vật có hoa trong họ Nguyệt quế. Loài này được (Schwacke & Mez) Kosterm. miêu tả khoa học đầu tiên năm 1938.